# 北环街道
北环街道，是中华人民共和国内蒙古自治区巴彦淖尔市临河区下辖的一个乡镇级行政单位。

## 行政区划
北环街道下辖以下地区：
朝阳社区、春和社区、福泰社区、闸口社区、鸿臣社区、滨河社区和朔方社区。